# Thorey-Lyautey
Thorey-Lyautey – miejscowość i gmina we Francji, w regionie Grand Est, w departamencie Meurthe i Mozela.
Według danych na rok 1990 gminę zamieszkiwało 111 osób, a gęstość zaludnienia wynosiła 18 osób/km² (wśród 2335 gmin Lotaryngii Thorey-Lyautey plasuje się na 934. miejscu pod względem liczby ludności, natomiast pod względem powierzchni na miejscu 908.).